# 백수읍
백수읍(白岫邑)은 대한민국 전라남도 영광군에 속하는 읍이다.

## 연혁
1914년 4월 1일 원래 구수, 영마, 봉산 3개면을 행정구역 개편으로 백수면으로 탄생했다. 1980년 12월 1일 1 대통령령 10050호에 의거 백수읍으로 승격되었다.

## 개요
백수읍의 지형은 중앙부에 봉화령·수리봉 등 잔구(殘丘)를 중심으로 구릉성 산지를 이루나 동쪽은 법성면과의 경계 지점에 와탄천(臥灘川)이 흐른다. 남부 일대에 전개된 백수평야에서 쌀·보리를 주로 산출하는 외에 대파·고추·땅콩·잎담배를 재배하며, 양잠·양계도 성하다. 또 수산물로 백합이 많이 채취되며 소금 생산량도 많다. 교통은 영광읍과 해안을 잇는 도로가 동서로 지나 비교적 편리하다.

## 법정리
- 구수리
- 길용리
- 논산리
- 대신리
- 대전리
- 백암리
- 상사리
- 약수리
- 양성리
- 장산리
- 죽사리
- 지산리
- 천마리
- 천정리
- 하사리
- 학산리
- 홍곡리

## 교육
- 영산선학대학교
- 성지고등학교
- 백수중학교
- 백수초등학교
- 백수서초등학교
- 백수남초등학교